# پوساد (استان آرخانگلسک)
پوساد (به لاتین: Posad) یک منطقهٔ مسکونی در روسیه است که در استان آرخانگلسک واقع شده‌است.